# Нидервересбах
Нидервересбах (њем. Niederwörresbach) општина је у њемачкој савезној држави Рајна-Палатинат. Једно је од 96 општинских средишта округа Биркенфелд. Према процјени из 2010. у општини је живјело 938 становника. Посједује регионалну шифру (AGS) 7134060.

## Географски и демографски подаци
Нидервересбах се налази у савезној држави Рајна-Палатинат у округу Биркенфелд. Општина се налази на надморској висини од 290–417 метара. Површина општине износи 9,4 km². У самом мјесту је, према процјени из 2010. године, живјело 938 становника. Просјечна густина становништва износи 100 становника/km².